# Alfonso Soriano
Alfonso Soriano, nome completo Alfonso Soriano Guilleard (San Pedro de Macorís, 7 gennaio 1976), è un ex giocatore di baseball dominicano, soprannominato A-sori.

## Carriera

### Carriera in Giappone 1997
Iniziò la sua carriera professionale di giocatore di baseball in Giappone, con la squadra professionistica dell'Hiroshima Toyo Carp; nel 1997 fu promosso in prima squadra, indossando la maglia numero 74. Al suo debutto in Giappone disputò 9 partite, battendo con una media battuta di 0,118 (2 su 17) con due punti segnati.
Soriano si dimostrò un giocatore svogliato e con poca voglia d'intraprendere allenamenti molto intensi; di conseguenza la squadra gli negò un aumento di stipendio da $ 45.000 a $ 180.000 all'anno.
Come Hideo Nomo ed Hideki Irabu, che in precedenza avevano lasciato il Giappone per giocare negli Stati Uniti, Soriano assunse Don Nomura per aiutarlo. Dopo il primo tentativo di invalidare il contratto con la Nippon Professional Baseball (NPB), Nomura gli consigliò, come Nomo, di ritirarsi dalla NPB e proseguire una carriera nella Major League Baseball (MLB) americana.
Il dirigente della squadra dei Tokio Carp richiese un'ingiunzione contro Soriano, inviando lettere a squadre MLB chiedendo che cessassero tutte le trattative con lui. L'iniziativa non ebbe successo, anzi costrinse il GM a scusarsi.

### Debutto targato Yankees 1999-2003
Firmò come free agent con i New York Yankees nel 1998 ma il suo debutto arrivò il 14 settembre 1999; la sua prima valida nella MLB fu nel 1999, quando colpì un fuoricampo vincente contro il lanciatore dei Tampa Bay Rays, Norm Charlton.
Concluse al terzo posto per il premio Rookie of the Year nel 2001; nel 2002 partecipò all'All-Star Game ed in 162 presenze totalizzò 39 fuoricampi, 102 RBI, 41 basi rubate (primo nella lega). Nel 2003 stabilì il record per il maggior numero di fuoricampo in posizione di lead-off in una stagione con un totale di 13 e per il secondo anno consecutivo guidò la Lega in turni alla battuta, e finì nella top five per singoli, doppi, basi rubate e strikeout, oltre alla seconda partecipazione all'All-Star Game e 2 premi come giocatore del mese.

### Texas 2004-2005 e All Star MVP
Nel 2004 gli Yankees diedero Alfonso Soriano e Joaquín Arias ai Texas Rangers in cambio di Alexander Rodriguez ed una cifra pari a 67 milioni di dollari per il contratto rimanente di Alexander Rodriguez, 179 milioni di dollari rimanenti del contratto. L'8 maggio 2004, Soriano collezionò sei valide in nove inning, il primo Texas Ranger a farlo nella vittoria sui Detroit Tigers. Nello stesso anno, fu scelto per l'All-Star Game come seconda base della formazione iniziale. Colpì un fuoricampo da 3 punti sul lanciatore Roger Clemens nel primo inning e fu scelto come MVP della partita. Nel 2005 concluse al sesto posto nella AL per basi rubate, al terzo per le battute extra-base e all'ottavo negli strike-out subiti.

### Washington Nationals 2006
Il 7 dicembre 2005 Soriano fu ceduto ai Washington Nationals in cambio di Brad Wilkerson, Terrmel Sledge ed il lanciatore Armando Galarraga. Il 10 febbraio 2006, Soriano stabilì il record per lo stipendio più alto mai assegnato, $ 10 milioni di dollari l'anno. Soriano concluse la stagione battendo i suoi record precedenti, 67 punti battuti a casa, in precedenza 38; raggiunse un altro record nei fuoricampo con 46 in tutta la lega, in precedenza 39 ed ebbe anche 41 basi rubate. Il 25 agosto, una settimana dopo aver raggiunto il 30-30, diventò l'uomo più veloce nella storia del baseball a raggiungere i 200 fuoricampo e 200 basi rubate, raggiungendo questo record prestigioso in 929 partita battendo il record precedente di 1.053 presenze detenute da Eric Davis. I Nationals offrirono un'estensione del contratto a cinque anni, per un totale di 50 milioni di dollari ma Soriano respinse l'offerta; scelse di aprire nuove trattative contrattuali dopo la fine del campionato, in modo che potesse diventare un free agent e guadagnare uno stipendio maggiore. Entrò a far parte del club 40 HomeRun e 40 basi rubate, prestazione fatta contro i Milwaukee Brewers al RFK Stadium, il 16 settembre 2006. Nel mese di settembre completò la sua impresa con 20 assistenze, diventando l'unico giocatore nella storia del baseball con 40 fuoricampo, 40 basi rubate e 20 assistenze. Il 16 settembre 2006 rubò la seconda base nel primo inning prima di diventare il quarto giocatore ad aderire al Club 40-40, unendosi a nomi del calibro di José Canseco, Barry Bonds ed Alex Rodriguez. Sei giorni dopo diventò la prima persona a raggiungere 40 fuoricampo, 40 basi rubate e 40 doppi in una stagione. Partecipò anche al suo quinto consecutivo All-Star Team, diventando il terzo uomo ad iniziare un All-Star da titolare in due diverse posizioni.
Con la nazionale di baseball della Repubblica Dominicana ha disputato il World Baseball Classic 2006.

### Free agent
Il termine di trading del 31 luglio si avvicinava, i cittadini di Washington e non solo erano tormentati da un dilemma. Da un lato, inizialmente espresse la sua contrarietà a giocare nella zona del campo a sinistra, inoltre non volle impegnarsi in negoziati di contratto durante la stagione. D'altra parte, il termine si avvicinava e Soriano espresse la sua gioia dopo qualche tempo per il campo a sinistra e il suo desiderio di rimanere con la squadra. Tifosi e giocatori cominciarono a essere più espliciti nel loro supporto per mantenere Soriano. Il manager Frank Robinson elogiò la leadership di Soriano nello spogliatoio e suggerì la candidatura di Soriano a MVP della National League. C'erano un sacco di corteggiatori, tra cui nuovamente gli Yankees, i Cubs di Chicago e i Los Angeles Dodgers. I cittadini speravano di ingaggiarlo con un accordo a lungo termine prima che la stagione si concludesse ma il 12 ottobre 2006 respinse la cifra di 70 milioni di dollari.

### Chicago Cubs 2007
I Chicago Cubs vinsero la lotta per Soriano, con un contratto di otto anni dal valore di quasi 136 milioni di dollari. Il contratto ha segnato l'affare più costoso nella storia della franchigia dei Cubs (fino al 2014). Esso contiene una clausola, dove Soriano non poteva essere scambiato senza il suo consenso. Il manager dei Cubs, Lou Piniella, dopo l'acquisto disse che Chicago aveva preso il giocatore più forte. Il ruolo assegnato a Soriano fu quello di esterno centro, ma in seguito fu trasferito a sinistra dopo aver subito una lesione al tendine del ginocchio. Ha lottato durante il primo mese della stagione, durante il quale ha totalizzato una media battuta di 0,270 senza nessun fuoricampo. Riuscì a colpire il primo fuoricampo della stagione nella prima partita del mese di maggio e gradualmente migliorò la sua media battuta. Soriano è stato estremamente produttivo nel mese di giugno. In una partita contro gli Atlanta Braves, Soriano ha colpito ben tre fuoricampo; aveva compiuto la stessa impresa in passato e la coincidenza volle proprio gli Atlanta Braves come vittima predestinata. Durante la partita successiva, fu colpito da un lancio pazzo di Tim Hudson. Contro i rivali cittadini dei Chicago White Sox, fece fuoricampo in tre partite consecutive e da solo segnò più punti dell'attacco avversario. I suoi sforzi gli valsero il premio come giocatore del mese della National League a giugno. In seguito è stato selezionato come esterno di riserva nel 2007 per l'All-Star Game, dove ha colpito 2 fuoricampo per la National League nella parte inferiore del nono inning. Soriano ha portato i Cubs fra i pretendenti nella National League Centerla, durante il quale hanno battuto i Milwaukee Brewers. Soriano in seguito si strappò il quadricipite durante una partita contro i New York Mets, il 5 agosto. I Cubs lo inserirono nella lista dei quindici giorni per gli infortunati e si aspettarono che perdesse diverse settimane. I Cubs hanno utilizzato Matt Murton, richiamato dal Triple-A Iowa Cubs, all'esterno sinistro. Ha cominciato a mostrare segni di miglioramento intorno al 21 agosto, quando è stato visto correre e lavorare con scarpe da ginnastica. Soriano ha dichiarato che si sentiva abbastanza sano per tornare in pochi giorni, il 28 agosto. Al suo ritorno, Soriano fece il più produttivo settembre nella storia della franchigia. Ha messo a segno 14 fuoricampo, 27 punti battuti a casa e ha registrato una media di battuta di 0,320 in 29 partite. Soriano ha detto al suo ritorno dall'infortunio che era anche stato colpito da lesioni del polso e che il tempo libero per curare la gamba ha aiutato anche i polsi. I Cubs hanno continuato a vincere in National League Central Division, ma sono stati eliminati dagli Arizona Diamondbacks nella National League Division Series. Soriano ha finito la stagione con 33 fuoricampo (tra cui undici da lead-off), settanta punti battuti a casa e .299 di media battuta. È stato il migliore dei Cubs in fuoricampo, tripli, punti, strikeout e media battuta.

### 2008
L'11 giugno 2008, Soriano è stato colpito e si ruppe un osso proprio sotto il dito anulare della mano sinistra. Il 7 luglio 2008, Soriano è stato votato per l'All-Star Game. Tuttavia, a causa delle lesioni, è stato sostituito nella formazione di partenza da Matt Holliday dei Colorado Rockies. Chiuse la stagione con 29 fuoricampo, 75 RBI, 19 basi rubate e 129 valide.

### 2009
Il 5 settembre 2009, è stato riferito che Soriano si è sottoposto ad un intervento chirurgico al ginocchio. L'intervento avrebbe terminato in anticipo di un mese la stagione. Chiuse la stagione con 20 fuoricampo.

### 2010/2011
Dopo una stagione povera nel 2009, Soriano è stato spostato permanentemente al sesto posto nell'ordine di battuta, dove ha reagito bene, giocando più partite di qualsiasi altro compagno di squadra (147), con 40 doppi e 79 punti battuti a casa. L'11 giugno 2010 ha colpito il suo 300° fuoricampo.

## Vita personale
Il 23 giugno 2004 donò 2,6 milioni di dollari al suo paese d'origine, per i bambini che vogliono diventare giocatori professionisti di baseball.
Il 17 maggio 2009 apparve in una scena della WWE con The Miz e Santino Marella. Dopo che John Cena sconfisse The Big Show, Cena si avvicinò a Soriano tra la folla a dargli un abbraccio.
Soriano e sua moglie Iside hanno tre figlie di nome Alisis, Angeline e Alisha e tre figli di nome Allen, Angelo e Alfonso Jr.

## Premi
7 × All-Star (2002-2008)
4 × Silver Award Slugger vincitore (2002, 2004, 2005, 2006)
MLB All-Star Game MVP (2004)
Led AL in corse nel 2002
Led AL nelli hits nel 2002
Led AL nelle basi rubate nel 2002
Iscritto al 40-40 club nel 2006

## Difesa
Soriano è stato al primo posto tra gli interni della Major League negli errori dal 2001 al 2005 (19, 23, 19, 23, e 21).
Nel 2006 è stato secondo nella MLB per errori come esterno sinistro, con 11, ma nel ruolo è stato il migliore con 22 assistenze, 9 doppi giochi, e un range factor di 2,29.